# Episodi di The Orville (prima stagione)
La prima stagione della serie televisiva The Orville, composta da 12 episodi, è trasmessa in prima visione sul network Fox dal 10 settembre al 7 dicembre 2017.
In Italia la stagione va in onda dall'11 gennaio al 29 marzo 2018 su Fox.
| n° | Titolo originale           | Titolo italiano           | Prima TV USA      | Prima TV Italia  |
| -- | -------------------------- | ------------------------- | ----------------- | ---------------- |
| 1  | Old Wounds                 | Vecchie ferite            | 10 settembre 2017 | 11 gennaio 2018  |
| 2  | Command Performance        | Comandante di emergenza   | 17 settembre 2017 | 18 gennaio 2018  |
| 3  | About a Girl               | Il gender della discordia | 21 settembre 2017 | 25 gennaio 2018  |
| 4  | If the Stars Should Appear | Confini inesplorati       | 28 settembre 2017 | 1 febbraio 2018  |
| 5  | Pria                       | Pria                      | 5 ottobre 2017    | 8 febbraio 2018  |
| 6  | Krill                      | Una pace impossibile      | 12 ottobre 2017   | 15 febbraio 2018 |
| 7  | Majority Rule              | La maggioranza vince      | 26 ottobre 2017   | 22 febbraio 2018 |
| 8  | Into the Fold              | La falla spaziale         | 2 novembre 2017   | 1 marzo 2018     |
| 9  | Cupid's Dagger             | La pugnalata di Cupido    | 9 novembre 2017   | 8 marzo 2018     |
| 10 | Firestorm                  | Tempesta di fuoco         | 16 novembre 2017  | 15 marzo 2018    |
| 11 | New Dimensions             | Nuove dimensioni          | 30 novembre 2017  | 22 marzo 2018    |
| 12 | Mad Idolatry               | Kelly la guaritrice       | 7 dicembre 2017   | 29 marzo 2018    |

## Vecchie ferite
- Titolo originale: Old Wounds
- Diretto da: Jon Favreau
- Scritto da: Seth MacFarlane

### Trama
Nel venticinquesimo secolo, il pilota spaziale Ed Mercer si separa dalla moglie Kelly Grayson dopo averla trovata a letto con un alieno: la delusione gli causa una crisi che si ripercuote sulla sua carriera. Un anno dopo, Ed ha una nuova occasione: viene designato capitano della U.S.S. Orville, una nave esploratrice, dove però scopre che proprio l'ex moglie Kelly sarà il suo Primo Ufficiale. Nella sua prima missione, l'equipaggio della Orville deve difendere uno scienziato dagli alieni Krill, che vogliono impadronirsi di un congegno capace di accelerare il tempo. Grazie a un'intuizione di Kelly, l'equipaggio riesce a sconfiggere i Krill. Ed ammette di essere felice di avere Kelly a bordo, e la nave riparte verso una nuova destinazione. 
- Ascolti USA: 8.560.000[12]
- Altri interpreti: Victor Garber (Ammiraglio Halsey), Norm MacDonald (Yaphit), Patrick Cox (orco), Brian George (Dr. Aronov), Christine Corpuz (Janice Lee), Sean Cook (Derek), Joel Swetow (capitano Krill)

## Comandante di emergenza
- Titolo originale: Command Performance
- Diretto da: Robert Duncan McNeill
- Scritto da: Seth MacFarlane

### Trama
Ed e Kelly vengono rapiti dai Calivon, un avanzatissimo popolo, grazie all'ologramma di una nave in difficoltà e trasferiti in uno zoo in quella che sembra essere la replica del loro appartamento. Alara, poiché Bortus sta covando, diventa così comandante e deve affrontare la propria insicurezza. Il comando di flotta proibisce di soccorrere i rapiti, ma Alara, ignorando gli ordini, trova un astuto modo per farsi ridare i propri ufficiali superiori. Bortus e Klyven diventano genitori di una femmina, evento rarissimo tra i Moclan.
- Altri interpreti: Jeffrey Tambor (Bert Mercer), Holland Taylor (Jeannie Mercer), Norm MacDonald (Yaphit), Larry Joe Campbell (Steve Newton), Mike Gray (guardiamarina Parker), Glenn Morshower (ammiraglio Tucker), JD Cullum (direttore del Calivon Zoo)

## Il gender della discordia
- Titolo originale: About a Girl
- Diretto da: Brannon Braga
- Scritto da: Seth MacFarlane

### Trama
Bortus e Klyven, temendo che la figlia venga emarginata dal proprio popolo, chiedono a Claire di fare su di lei un'operazione di cambio di sesso. Claire si rifiuta, così come il comandante e il primo ufficiale, che tentano di dissuadere Bortus. Allora i due neogenitori contattano una nave Moclan per trasferirvi la figlia e operarla. Nel frattempo Bortus, dopo aver visto il film Rudolf, il cucciolo dal naso rosso, mette in dubbio le proprie convinzioni e cerca di convincere il compagno a non operare la bambina. Per evitare un conflitto viene richiesta la decisione di un tribunale Moclan; Bortus chiede a Kelly di farle da avvocato. Durante il processo, il capitano Ed porta come testimone un'anziana donna Moclan, Heveena, che afferma di aver vissuto una vita soddisfacente e felice nonostante l'isolamento dovuto al suo essere di sesso femminile. Heveena si rivela poi essere Gondus Elden, lo scrittore più amato del pianeta, pseudonimo con cui la donna Moclan ha firmato le sue opere: la rivelazione sconvolge i presenti. L'intervento appassionato della donna tuttavia non basta: la sentenza della giuria stabilisce infatti che la bambina debba essere operata. 
- Altri interpreti: Norm MacDonald (Yaphit), Lamont Thomspon (Kaybrak), Deobia Oparei (capitano Vorak), Antonio Charity (avvocato Kagus), Rena Owen (Heveena), Jonathan Adams (arbitro Moclan), D. Elliot Woods (primo giurato del Consiglio Moclan)

## Confini inesplorati
- Titolo originale: If the Stars Should Appear
- Diretto da: James L. Conway
- Scritto da: Seth MacFarlane

### Trama
La Orville incontra un'enorme vascello alla deriva da 2000 anni e in rotta di collisione con una stella. La squadra inviata ad esplorarlo scopre che l'interno contiene una biosfera artificiale i cui abitanti sono inconsapevoli di essere su una nave spaziale. In questa società vige un rigido regime teocratico che nega l'esistenza della realtà al di fuori della nave. Mentre Kelly viene fatta prigioniera, la Orville deve soccorrere una nave coloniale attaccata dai Krill.
- Altri interpreti: Liam Neeson (Dorahl), Norm MacDonald (Yaphit), Robert Knepper (Hamelac), James Morrison (Kemka), Max Burholder (Tomilin)

## Pria
- Titolo originale: Pria
- Diretto da: Jonathan Frakes
- Scritto da: Seth MacFarlane

### Trama
La Orville salva l'attraente capitano di una nave mineraria in difficoltà. Ed subisce il suo fascino, ma Kelly inizia ad avere sospetti su di lei. Nel frattempo Gordon cerca d'insegnare a Isaac il significato della parola scherzo.
- Altri interpreti: Charlize Theron (Pria Lavesque), Norm MacDonald (Yaphit), Larry Joe Campbell (Steve Newton), Rachael MacFarlane (voce del computer)

## Una pace impossibile
- Titolo originale: Krill
- Diretto da: Jon Cassar
- Scritto da: David A. Goodman

### Trama
La Orville risponde ad una richiesta di soccorso da parte di un giovane avamposto coloniale e con un'ardita manovra riesce a sconfiggere una potente nave Krill recuperando una navetta. Si presenta così l'occasione per Ed e Gordon d'infiltrarsi in una nave Krill ed ottenere una copia della loro Bibbia e poter così comprendere meglio il nemico.
- Altri interpreti: Kelly Hu (Ammiraglio Ozawa), Dylan Kenin (Capitano Haros), James Horan (Sazeron), Michaela McManus (Teleya), Michael Dempsey (Capo Leidecker)

## La maggioranza vince
- Titolo originale: Majority Rule
- Diretto da: Tucker Gates
- Scritto da: Seth MacFarlane

### Trama
La Orville invia una squadra di ricerca per rintracciare due antropologi scomparsi su un pianeta simile alla terra del XXI secolo. Tuttavia Lamarr si mette subito nei guai scoprendo così che quella civiltà è basata su un sistema pubblico di votazioni in cui la generale riprovazione può avere conseguenze estreme.
- Altri interpreti: Ron Canada (Ammiraglio Tucker), Giorgia Whigham (Lysella), Loren Lester (Lewis), Barry Livingston (Tom), Steven Culp (Willks)

## La falla spaziale
- Titolo originale: Into the Fold
- Diretto da: Brannon Braga
- Scritto da: Brannon Braga e Andre Bormanis

### Trama
Mentre la Orville è in cantiere, la dottoressa Finn e i suoi due litigiosi figli vorrebbero visitare un vicino pianeta luna-park. Parte con loro Isaac, ma la navetta s'imbatte in un'anomalia che li trasporta a 1000 anni luce di distanza e li costringe ad un atterraggio di fortuna su una vicina luna abitabile. Atterrando la navetta si spezza e la dottoressa Finn viene separata dal resto del gruppo. Tutti dovranno cavarsela in un ambiente ostile in attesa dei soccorsi, ciò permetterà che si cimentino rapporti importanti anche tra specie improbabili.
- Altri interpreti: Kai Wener (Ty Finn), BJ Tanner (Marcus Finn), Larry Joe Campbell (Steve Newton), Norm MacDonald (Yaphit), Brian Thompson (Drogen)

## La pugnalata di Cupido
- Titolo originale: Cupid's Dagger
- Diretto da: Jamie Babbit
- Scritto da: Liz Heldens

### Trama
La Orville è chiamata a mediare un trattato di pace fra due culture in guerra tra loro per un pianeta rivendicato da entrambe. Recenti scoperte archeologiche potrebbero portare ad una soluzione del conflitto, ma l'archeologo indipendente che dovrà stabilire la verità è una vecchia conoscenza di Ed e Kelly. A complicare le cose ci sarà una strana frenesia che contagerà alcuni membri dell'equipaggio distogliendoli dai loro doveri.
- Altri interpreti: Norm MacDonald (Yaphit), Victor Garber (Admiral Halsey), Larry Joe Campbell (Steve Newton)

## Tempesta di fuoco
- Titolo originale: Firestorm
- Diretto da: Brannon Braga
- Scritto da: Cherry Chevapravatdumrong

### Trama
Durante una tempesta di plasma, un membro dell'equipaggio rimane ucciso mentre Alara cercava di salvarlo, rimanendo però paralizzata di fronte all'incendio che si era sviluppato. Ritenendosi inadeguata, Alara rassegna le dimissioni che vengono rifiutate dal capitano. Intanto sulla nave s'iniziano a verificare inquietanti fenomeni.
- Altri interpreti: Rachael MacFarlane (Computer Voice), Tim Mikulecky (Lieutenant Payne), Robert Picardo (Ildis Kitan)

## Nuove dimensioni
- Titolo originale: New Dimensions
- Diretto da: Kelly Cronin
- Scritto da: Seth MacFarlane

### Trama
Kelly scopre che Lamarr ha nascosto le sue notevoli qualità intellettive e quindi lo propone per un incarico di responsabilità. La Orville intanto scopre un'anomalia che nasconde al suo interno uno spazio bidimensionale che sarà costretta ad esplorare.
- Curiosità: si cita il romanzo Flatlandia

## Kelly la guaritrice
- Titolo originale: Mad Idolatry
- Diretto da: Brannon Braga
- Scritto da: Seth MacFarlane

### Trama
Mentre Ed e Kelly stanno seriamente considerando di tornare insieme, la navetta di Kelly atterra fortunosamente su un pianeta apparso dal nulla la cui popolazione sembra essere all'età del bronzo. Kelly viene vista guarire una bambina ferita prima di poter tornare a bordo. Il pianeta scompare di nuovo e si scopre che parte dell'orbita è in un universo parallelo in cui il tempo è molto accelerato. Dopo 11 giorni infatti il pianeta ricompare, ma su di esso sono passati 700 anni e si è sviluppato un culto teocratico basato sulla figura di Kelly. Sentendosi in colpa e contravvenendo agli ordini della flotta Kelly, con l'aiuto di Ed, cerca di porre rimedio alla cosa senza tuttavia riuscirci. Isaac si offre quindi di rimanere sul pianeta in modo da influenzare lo sviluppo di quella civiltà.